# Eaux-Bonnes
Eaux-Bonnes – miejscowość i gmina we Francji, w regionie Nowa Akwitania, w departamencie Pireneje Atlantyckie.
Według danych na rok 1990 gminę zamieszkiwało 536 osób, a gęstość zaludnienia wynosiła 14 osób/km² (wśród 2290 gmin Akwitanii Eaux-Bonnes plasuje się na 686. miejscu pod względem liczby ludności, natomiast pod względem powierzchni na miejscu 192.).